# Соболино
Соболино — деревня в Шекснинском районе Вологодской области.
Входит в состав сельского поселения Железнодорожного, с точки зрения административно-территориального деления — в Железнодорожный сельсовет.
Расстояние по автодороге до районного центра Шексны — 22 км, до центра муниципального образования Пачи — 4 км. Ближайшие населённые пункты — Кичино, Антипино, Пашнец.
По переписи 2002 года население — 6 человек.